# منصور شاه الأول (سلطان فهغ)
السلطان منصور شاه بن السلطان أحمد شاه الأول (توفي 1519) هو السلطان الرابع لفهغ، حكم من 1495 إلى 1519. ملك بالاشتراك مع ابن عمه عبد الجميل شاه الأول بعد تنازل والده أحمد شاه الأول عن العرش عام 1495.
معروف باسم راجا منصور، وهو نجل سلطان فهغ الثاني أحمد شاه الأول من زوجته ابنة بنداهارا تون حمزة. وصل إلى العرش وهو صغير جدًا بعد تنازل والده أحمد شاه الأول، الذي دخل في عزلة دينية عام 1495. ونتيجة لذلك حكم تحت وصاية ابن عمه عبد الجميل شاه الأول وتولى السيطرة الكاملة فقط في عام 1512 بعد وفاة الأخير.

## فترة حكمه
بعد غزو البرتغاليين لسلطنة ملقا، رفض منصور شاه الأول دفع الجزية السنوية للبرتغاليين، مما أدى إلى حرب مفتوحة بين فهغ والبرتغاليين.